# 松戸市立第五中学校
松戸市立第五中学校（まつどしりつだいごちゅうがっこう）は、千葉県松戸市高塚新田にある公立中学校。

## 概要
全国的に中学生の数が減少している中で、学区が人口増加地域にあり、年々、生徒数が増加している中学校である。
建物の面積はおよそ2456㎡(給食棟込み)。給食棟と調理室が繋がっており、調理室のカウンターで給食を貰い、そのまま給食棟で食べられるという効率の良い方法をしている。
2030年には1～3学年の全校生徒数は1,315名と推計されており、市内最大のマンモス校になる見込みである。
松戸市立東部小学校との施設統廃合による小中一貫校「東部学園」構想も検討されているものの、その場合の小中学校を合わせた児童・生徒の総数は2030年に約2,000名になり全国で最大規模になる見込みである。
| 年度       | 2016年          | 2030年            | 東部学園  |
| ---------- | --------------- | ----------------- | --------- |
| 第五中学校 | 698名（19学級） | 1,315名（44学級） | 約2,000名 |
| 東部小学校 | 753名（25学級） | 738名（25学級）   | 約2,000名 |

## 沿革
- 1948年（昭和23年） - 松戸市立第一中学校東部分校として発足
- 1949年（昭和24年） - 松戸市立第五中学校として独立認可
- 1982年（昭和57年） - 松戸市立和名ヶ谷中学校開設により分離
- 1998年（平成10年） - 創立50周年[4]
- 2018年 (平成30年)  -創立70周年

## 教育方針
- 自他を大切にし、思いやりのある心豊かな生徒
- 基礎学力を身につけ、自ら課題を考え学習する生徒
- 心身を鍛え、誇りを持って行動する生徒[5]

## 学校行事
| - 4月 始業式・入学式 - 5月 体育祭 - 6月 修学旅行・林間学園 | - 7月 終業式・夏休み - 8月 夏休み - 9月 始業式 | - 10月清原祭(合唱祭) - 11月 職場体験 - 12月 終業式 | - 1月 冬休み・始業式 - 2月 - 3月 予餞会・卒業式・修了式 |

## 著名な出身者
- 山本凌太郎 - プロサッカー選手